# Comment Shaffery devint immortel
Comment Shaffery devint immortel (titre original : Shaffery Among the Immortals) est une nouvelle tragi-comique de Frederik Pohl, publiée en juillet 1972. 
Elle a été proposée au prix Nebula de la meilleure nouvelle courte 1972 (décerné en 1973), sans remporter la récompense.

## Publications
- Publications aux États-Unis

La nouvelle a été publiée à quatorze reprises entre 1972, date de sa première publication, et 2007.
Elle a notamment été reprise dans divers recueils de science-fiction de Frederik Pohl, ainsi que dans nombre d'anthologies regroupant des nouvelles de divers auteurs.
- Publications en France

La nouvelle a été publiée à deux reprises au moins en France :
- dans le recueil Fiction, n° 256, éditions OPTA, avril 1975 (sous le titre Shaffery parmi les immortels) ;
- dans l'anthologie Histoires de catastrophes, février 1985 (sous le titre Comment Shaffery devint immortel).

- Publications dans d'autres pays occidentaux

La nouvelle a été publiée dans d'autres pays occidentaux, dans lesquels le titre a été traduit de la manière suivante :
- en Allemagne :
  - Shafferys Syndrom (1972)
  - Shaffery zwischen den Unsterblichen (1982)
- en Italie : Shaffery E La Gloria (1975)

## Résumé
Jeremy Shaffery est un scientifique moyen, qui rêve de devenir une gloire immortelle de la science, tel Einstein. Alors il fait des recherches, explore de nouvelles zones des mathématiques, tente de résoudre la célèbre conjecture de Fermat. Rien n'y fait, il ne « perce » pas. Il étudie l'astronomie, recherche de nouvelles planètes, de nouvelles météorites, afin que son nom leur soit donné. Il recalcule l'orbite de Mars. Rien. 
Un soir, il décide d'aller faire un tour en mer, avec un petit esquif : il manque de quitter les abords du rivage et d'être emporté au large ! Quelques jours après, il se remet à l'étude du théorème de Fermat, avant de déjeuner en avalant une assiette de champignons préparés à sa manière. 
L'après-midi même, il est convoqué devant ses pairs : on ne le trouve pas assez compétent, il n'a jamais rien publié de significatif et ne s'entend pas avec l'un de ses collègues influent. Il apprend qu'il est congédié et qu'il doit quitter son bureau sans tarder. Désespéré, la tête en feu, ayant une terrible nausée, il se rend aux toilettes. Plus tard, un agent de sécurité le découvre raide mort, sans que l'on puisse dire s'il s'agit d'un suicide par empoisonnement ou une mort par maladie. 
Sa notice biographique dans le Times paraît deux jours après : deux paragraphes enfouis sous l'épais article mortuaire d'un chanteur à la mode. Dans les jours qui suivent son décès, la plupart de ses collègues décèdent tous dans de tristes circonstances, empoisonnés par un nouvel agent infectieux. 
La nouvelle se termine sur ces phrases : « Il y avait longtemps que l'on reconnaissait la toxine botulique comme le poison le plus terrible pour l'homme. La forme mutante que Shaffery, à l'aide du matériel de radiographie de son dentiste, avait créée n'était guère plus virulente, mais elle avait une caractéristique nouvelle et originale. (…) Il prospérait là où il se trouvait. Dans n'importe quoi. (…) Mais les bactéries se multipliaient. La tache de vomissure sous les planches de la promenade à Long Beach se dessécha ; les bactéries devinrent spores et partirent dans le vent jusqu'à ce qu'elles aient trouvé quelque chose d'humide et de fertile. Alors elles se multiplièrent. (…) Dès la deuxième semaine, Detroit et Los Angeles furent déclarées zones sinistrées. Dès la quatrième, le fléau avait frappé toutes les villes d'Amérique et franchi les océans. S'il avait un unique aspect rédempteur, c'était sa rapidité : l'estomac à l'envers, une suée, quelques douleurs, puis la mort. Personne n'était à l'abri. Quelques-uns survécurent. Sur cent personnes atteintes, trois avaient une chance de survivre. Mais alors, la famine, les émeutes et de moindres maux prélevèrent leur tribut ; et sur les milliards d'hommes qui peuplaient la Terre quand Shaffery avait exposé les champignons aux rayons X dans le cabinet du dentiste, tous, sauf quelques millions, moururent dans cette explosion que le monde n'oubliera jamais : la maladie appelée Syndrome de Shaffery. »